# Мокренко Сергій Вікторович
Сергі́й Ві́кторович Мокре́нко (24 березня 1993, смт Шацьк, Волинська область, Україна — 28 лютого 2017, смт Луганське, Бахмутський район, Донецька область, Україна) — солдат Збройних сил України, стрілець 54-ї ОМБр, учасник російсько-української війни, позивний «Крук».

## Життєпис
Навчався у Шацькій загальноосвітній школі-гімназії, добре малював. Закінчив Любомльський професійний ліцей.
Активний учасник Революції гідності. Під час протистоянь у Києві зазнав контузії — поруч вибухнув ящик із світлошумовими гранатами.
Від початку бойових дій на Сході України 2014 року воював у складі Добровольчого українського корпусу, дістав множинні осколкові поранення обличчя та шиї у боях під Іловайськом. В обласній лікарні Луцька провели операцію із заміни кришталика ока, в якому застряг уламок заліза, на штучний. Після місяця лікування воював у Пісках. Повернувшись додому, почав працювати, займався волонтерством, започаткував у Любомлі акцію «Зігрій солдата». Через рік мирного життя поїхав у полк «Азов» на навчання. Не дочекавшись офіційного оформлення в «Азові» 14 вересня 2016 року, через Бахмутський районний військкомат Донецької області, вступив на контрактну службу в 54 окрему механізовану бригаду й одразу ж вирушив на передову, у підрозділ «вовків ПС» 3-ї роти 1-го механізованого батальйону, де служили його побратими по ДУК. 19 грудня дістав поранення у боях на «Світлодарській дузі», лікувався у Вінницькому госпіталі. В січні приїхав додому, після чого знову вирушив на передову.
Загинув близько 10:00 28 лютого 2017 року під час масованого мінометного обстрілу на передовій позиції на «Світлодарській дузі», поблизу смт Луганське. Того ж дня на іншій позиції в тому районі загинув молодший сержант Геннадій Решетняк.
По смерті залишилися батьки, сестра і наречена.
Похований на старому кладовищі Шацька.

## Нагороди та звання
- Указом Президента України № 138/2017 від 22 травня 2017 року «за особисту мужність, виявлену у захисті державного суверенітету та територіальної цілісності України, самовіддане виконання військового обов'язку» нагороджений орденом «За мужність» II ступеня (посмертно)[3].
- Указом Президента України № 580/2016 від 29 грудня 2016 року «за особисту мужність, самовідданість і високий професіоналізм, виявлені у захисті державного суверенітету та територіальної цілісності України, вірність військовій присязі» нагороджений орденом «За мужність» II ступеня[4].
- Нагороджений медаллю «За жертовність і любов до України» УПЦ КП.
- 12 червня 2018 року присвоєне звання «Почесний громадянин селища Шацьк»[5].

## Вшанування пам'яті
13 жовтня 2017 в НВК «ЗОШ І-ІІІ ступенів-гімназія смт Шацьк» відкрито пам'ятну дошку випускнику школи Сергієві Мокренку.
У серпні 2017 в Шацькій центральній районній бібліотеці створили відео з фотографій загиблого на фронті Сергія Мокренка.
У березні 2018 в Любомльському краєзнавчому музеї було відкрито виставку до річниці Майдану, на якій представлені також і світлини шачанина Сергія Мокренка.